# Syllabe
Cette page contient des caractères spéciaux ou non latins. S’ils s’affichent mal (▯, ?, etc.), consultez la page d’aide Unicode.
Pour l’article ayant un titre homophone, voir SEALAB.
La syllabe (du latin : syllaba, du grec ancien : συλλαβή / sullabế, « ensemble, rassemblement ») est une unité ininterrompue du langage oral. Son noyau, autour duquel elle se construit, est généralement une voyelle. Une syllabe peut également avoir des extrémités précédant ou suivant la voyelle, qui, lorsqu'elles existent, sont toujours constituées de consonnes.
En linguistique, la syllabe est considérée comme une unité abstraite de la langue. Elle existe en tant qu'élément du système d'une langue donnée, et est par conséquent étudiée par la phonologie, qui s'intéresse aux sons en tant qu'éléments d'un système linguistique. On constate cependant que cette existence abstraite dans la langue est liée à de nombreux faits concrets et matériels de la parole, tant lorsque la syllabe est articulée que lorsqu'elle est perçue à l'oral. Des faits directement liés à la syllabe peuvent ainsi être mesurés et quantifiés empiriquement : cela conduit la syllabe à être également l'objet d'étude de la phonétique, étudiant les sons de la langue dans leur matérialité.
Deux types de modèles expliquent le fonctionnement interne de la syllabe. Les modèles dits linéaires postulent que l'agencement des sons linguistiques dans la syllabe s'opère directement d'après leurs propriétés respectives. Les modèles dits non linéaires montrent au contraire qu'il existe un certain nombre de sous-constituants, tels que l'attaque, la coda, le noyau ou encore la rime, qui génèrent des règles au sein de la syllabe et sont perçus par les usagers de la langue.
La syllabe est la première entité non porteuse de sens de l'oral à avoir été transcrite à l'écrit. De fait, l'écriture syllabique, en naissant vers 2800 av. J.-C. dans la cité sumérienne d'Ur, a précédé de plusieurs centaines d'années les plus anciennes écritures alphabétiques comme l'alphabet protosinaïtique (vers – 1600). Cette évolution d'une écriture où les signes représentent un sens —  qu'il s'agisse des plus anciens pictogrammes figurant par un dessin simplifié un objet du réel, une chose concrète ou symbolique, ou d'idéogrammes représentant plus abstraitement une idée ou un mot — à des signes qui représentent un ensemble de sons (soit une syllabe) a été qualifiée par J.T. Hooker de « plus importante étape dans l'histoire de l'écriture ». 
Dans les développements récents de l'écriture des langues transcrites dans l'alphabet latin, une syllabe écrite a développé ses propres fonctionnements et joue un rôle en termes de règles orthographiques.

## Historique – lesenset leson
Ainsi selon les mots de J.T. Hooker : « When scribes first used a logogram to represent not a word but a syllable of their own language, they made the most important advance in the history of writing. »  (« Lorsque les scribes ont commencé à utiliser un logogramme pour représenter non pas un mot, mais une syllabe de leur propre langue, ils ont fait le plus important progrès dans l'histoire de l'écriture »). Pour éviter toute confusion, il faut noter qu'ici Hooker emploie le mot « logogramme » au sens plus général de « signe » (« graphème »), car aujourd'hui le mot « logogramme » est justement employé pour indiquer un signe unique représentant un mot entier (ou lemme) et pas seulement une partie de ses phonèmes (soit une syllabe). 
En fait, par le choix volontairement décalé de ce mot, il veut dire que le « logogramme-mot » des écritures  pictographiques ou idéographiques a peu à peu servi, au sein d'une même écriture d'une même langue, à représenter un ensemble de sons (une syllabe) et non plus un sens (un mot), et donc à devenir un phonogramme. Ce qui a pour effet de simplifier beaucoup, par la combinatoire, la transcription de la langue : changement majeur, crucial. 
En effet, les syllabes sont beaucoup moins nombreuses dans une langue (quelques centaines en général) que les mots (plusieurs milliers au minimum). Par exemple, en français, l'Académie du français langue étrangère compte 348 syllabes fondamentales distinctes (par combinatoire).  D'autres linguisticiens, à partir d'études statistiques (faisant intervenir leurs fréquences relatives, leurs contextes, niveaux de langue et réalisations diverses) comptent un « noyau de syllabes fréquentes » allant selon les corpus (larges échantillons de mots en français écrit : textes, ou parlé : conversations) de 188 à 304 syllabes nécessaires pour rendre compte de 90% des
occurrences de mots. 
Alors que les mots en français sont innombrables selon l'Académie française, car « il est impossible de fournir un dénombrement de l’ensemble des formes qu’offre une langue, [si l'on] prend en considération tous les domaines [notamment le vocabulaire scientifique], toutes les époques, tous les niveaux de langue ». En revanche, « fondés sur des enquêtes de fréquence, le « français fondamental » et le « français élémentaire » comptent respectivement un peu plus de 1 000 à 3 000 entrées ». Les dictionnaires pour enfants « en comptent de 2 000 à 20 000, le Trésor de la langue française environ 100 000 (non compris les dérivés intégrés aux articles), les grands dictionnaires encyclopédiques environ 200 000 (y compris les noms propres). Quant aux dictionnaires de la langue courante [assez détaillés en variantes] ils comportent environ 60 000 entrées, en français comme en anglais ou en chinois ». Le Wiktionnaire en français — dictionnaire collaboratif, non normatif, en ligne et en évolution permanente — comporte pour sa part énormément plus d'entrées (6 574 662 mots le 20 avril 2025), mais il tente en plus d'intégrer les mots de toutes les langues du monde traduits en français, et donc il ne relève pas de la même catégorie que les précédents qui ne recensent que les mots en français.   
Pour ce qui est des sons isolés ou phonèmes ils sont encore moins nombreux que les syllabes : par exemple il y a tout au plus une quarantaine de phonèmes en français. Le Petit Robert pour sa part en dénombre 40 exactement en comptant deux sons étrangers importés, le [ŋ] pour les mots empruntés à l'anglais (« camping ») et le [χ] pour les mots empruntés à l'espagnol (« jota ») ou à l'arabe (« khamsin ») ou certaines réalisations sourdes du “r” en français (« creuse », « crasse »), ainsi que le [h] qui est parfois non seulement aspiré ou muet mais aussi discrètement perceptible (comme dans « hop !»). 
Lorsqu'elle devient phonographique, d'abord syllabique puis alphabétique, l'écriture est ainsi de plus en plus économe de signes. C'est donc un pas décisif pour faciliter l'apprentissage de l'écriture et de la lecture, et les répandre largement dans les populations.
Mais attention : dans le passé comme aujourd'hui aucune écriture d'une langue naturelle n'utilise un système “pur” et univoque, c'est-à-dire seulement pictographique ou seulement idéographique, ou uniquement phonographique (sauf l'alphabet phonétique international qui a pour sa part été élaboré justement pour être strictement phonographique et descriptif, ce qui multiplie d'ailleurs la complexité et le nombre de signes selon la diversité des réalisations sonores).

## Une définition classique de la syllabe
Guilhem Molinier, membre de l'académie poétique du Consistori del Gay (ou Gai) Saber, qui fut l'un des premiers théoriciens de la littérature au Moyen Âge, a donné une définition de la syllabe dans ses Leys d'Amour, un manuscrit dans lequel il tente de structurer par des règles la poésie occitane alors en plein essor.
« Sillaba votz es literals

Segon los ditz gramaticals

En un accen pronunciada

Et en un trag: d'una alenada. »
« Une syllabe est le son de plusieurs lettres,
Selon ceux que l'on dit grammairiens,
Prononcée avec un accent
Et en un trait : d'une respiration. »

## Définition dans la phonologie moderne

### Le principe de sonorité
Conformément à l'intuition de Guilhem Molinier, la syllabe est constituée d'un flux d'air continu. La définition de la syllabe comme une entité phonétique régie par le principe de sonorité est la définition la plus ancienne qu'on en a faite. Elle se retrouve déjà en linguistique historique chez Eduard Sievers (1881).
Il est avéré, grâce à la phonotactique (discipline étudiant les agencements et combinaisons possibles entre les phonèmes) que la syllabe, loin d'être un agencement arbitraire de phonèmes, respecte dans sa structure un principe régulier de sonorité. Cette sonorité se définit comme une valeur qualitative  attribuée aux phonèmes, modélisée d'après plusieurs critères mesurables, tels que la quantité d'air extrait des poumons ou l'ouverture du canal lors de son articulation. Au sein de la syllabe, elle est croissante jusqu'à un pic de sonorité, généralement représenté par une voyelle, avant de décroître jusqu'à la fin de la syllabe.
Ainsi, l'on considère un flux parlé comme une courbe d'intensités diverses, de creux et de bosses. Le sommet des bosses correspond aux sommets de syllabes et possède une hauteur donnée : à chaque pic d'intensité, on trouve un sommet de syllabe, qui est la plupart du temps représenté par une voyelle, mais qui peut l'être par d'autres phonèmes, qui sont alors dits « vocalisés », c'est-à-dire qu'ils jouent le rôle du sommet de syllabe. Les autres sons, s'apparentant aux bruits, sont donc souvent moins intenses et, surtout, n'ont pas de hauteur clairement définissable.
Pour s'en rendre compte, il suffit de chanter : si l'on veut suivre une mélodie, il est nécessaire d'émettre des sons qui ne sont pas forcément des voyelles (si l'on chante bouche fermée, ce seront des nasales vocalisées, on peut aussi chanter sur [zzzz]) mais des sommets de syllabes. Ne chanter qu'avec des consonnes momentanées (comme [p], [d], [k]) ou sourdes (comme [f], [t]) n'est pas possible (sauf dans le cas des consonnes vocalisées). Ainsi, l'air de Au clair de la lune peut être chanté normalement, dans une suite de sons et de bruits, ou bien seulement avec des voyelles ou encore bouche fermée. Il n'est cependant pas possible de chanter correctement cette mélodie au moyen de bruits comme [f] ou [k].

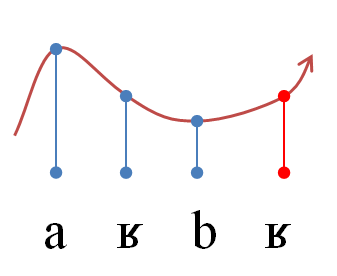
Courbe de sonorité de la syllabe.

Les chercheurs s'accordent généralement à hiérarchiser les phonèmes suivant trois catégories minimales et universelles, dans un ordre décroissant de sonorité :
Voyelles > sonantes > constrictives
En français comme dans toutes les langues contenant des diphtongues, la catégorie des semi-voyelles (ou semi-consonnes) est également pertinente au sein de la syllabe (en français, pour les sons [j], [w] et [ɥ]). Parmi les constrictives, certains chercheurs distinguent les fricatives ([s] et [z], [ʃ] et [ʒ]), considérées comme plus sonores que les occlusives ([t] et [d], [k] et [g]). Une autre distinction est faite entre les consonnes voisées, entraînant la vibration des cordes vocales, et les consonnes sourdes considérées comme  moins sonores. Ces distinctions ne font pas l'unanimité, car la régularité de leur ordonnancement dans la syllabe est peu systématique et souffre de nombreuses exceptions.
Le principe de sonorité est universel : il s'applique à toutes les syllabes de toutes les langues du monde. Il constitue le schéma canonique de la syllabe, mais rares sont les langues qui ne le violent pas dans certains contextes. Ainsi, en français, de nombreuses syllabes mal formées résultent de la chute du schwa ([ə] e caduc), comme dans le mot arbre [aʁbʁ] (voir schéma ci-contre), dont le dernier [ʁ] viole la courbe standard de sonorité. Il s'agit d'un cas que certains chercheurs analysent comme une consonne extrasyllabique.

## Structure de la syllabe

### Éléments constitutifs

Représentation non linéaire de la structure syllabique

Dans la tradition occidentale, une syllabe (σ) comprend essentiellement deux constituants :
- une attaque (ω).
- une rime (ρ), qui dans certaines syllabes se divise en :
  - un noyau (ν)
  - une coda (κ). On dit d'une syllabe possédant une coda qu'elle est fermée, sans coda qu'elle est ouverte.

La syllabe française (plutôt lourde) composant le mot monosyllabique dextre [dɛkstʁ̥] s'analyse donc ainsi :
| Attaque | Rime  | Rime |
| ------- | ----- | ---- |
| Attaque | noyau | coda |
| d       | ɛ     | kstʁ̥ |

À l'autre extrême, un simple phonème isolé peut parfois à lui seul en français réunir attaque et rime (noyau sans coda) en un son qui représente une syllabe entière et même un mot, comme /a/ dans « il a raison » au présent du verbe « avoir ». 
Dans la tradition d'analyse d'Extrême-Orient (également représentée dans le schéma ci-contre), particulièrement adaptée à l'analyse des syllabes du chinois mandarin, on distingue plus généralement dans la syllabe 
- son initial (ι), entièrement consonantique
- un son final (φ) comprenant :
  - la rime complète (ρ), qui porte le ton (τ)
  - l'éventuelle semi-voyelle précédant la voyelle centrale, qui est le son médial (μ).

Dans les langues possédant des syllabes brèves opposées à des syllabes longues (voir : Quantité syllabique), on distingue également un élément inférieur à la syllabe, la more. Une syllabe ouverte est composée d'une more, tandis qu'une syllabe fermée, du fait qu'elle est chargée d'une coda, est composée de deux mores.

#### Attaque
L'attaque syllabique correspond à la première partie d'une syllabe. Elle se retrouve dans toutes les syllabes de toutes les langues du monde. L'attaque peut être simple ou ramifiée. La plupart des langues autorisent également les attaques vides de syllabes, mais on parle dans ce cas d'un trait structurel marqué, autrement dit, même vide, l'attaque de syllabe tend à être comblée par un son consonantique lié au contexte (ce fait est notamment à l'origine du phénomène de liaison en français).
Dans le mot « mort » par exemple, phonétiquement : [mɔʁ], il n'y a qu'une syllabe, dont le [m] correspond à l'attaque syllabique, le reste est la rime composée du noyau syllabique et de la coda syllabique,.
Cette notion permet notamment de compter les mores dans les haïkus.

#### Rime
La rime est l'ensemble comprenant le noyau (généralement vocalique) de la syllabe, qui peut être seul (dans le cas d'une syllabe ouverte) ou bien associé à une coda formé de consonnes. Toute syllabe comporte au moins une rime, qui est nécessairement occupée par  au moins 1 phonème.
La rime linguistique ne couvre pas la même notion que la rime en poésie. Alors qu'en linguistique, la rime est toujours une fraction de la syllabe, en poésie, certaines rimes (les rimes riches) sont constituées de plusieurs syllabes adjacentes, attaque comprise (ex. : la formule hocus pocus).
Les règles grammaticales touchant la rime de la syllabe sont dans la plupart des langues beaucoup plus nombreuses que celles qui touchent l'attaque de la syllabe. Ainsi, dans certaines variantes du français de Belgique, les voyelles s'allongent et les consonnes sont systématiquement assourdies en position de rime syllabique (rouge se prononce [ru:ʃ] et non [ruʒ]).

#### Noyau syllabique
Le noyau syllabique (aussi nommé noyau de syllabe, sommet de syllabe, cœur de syllabe) est constitué du segment  possédant le plus haut degré de sonorité de la syllabe. En français standard, il s'agit systématiquement d'un élément vocalique (le plus souvent une voyelle brève, une voyelle longue ou une diphtongue). Dans d'autres langues toutefois, une consonne nasale ou liquide peut également jouer le rôle de noyau syllabique, soit dans certains contextes d'élision de voyelles non accentuées (anglais apple [a.pl̩], allemand singen [siŋn̩]). D'autres langues autorisent les syllabes à noyau consonantique de manière régulière, sans qu'il y ait élision d'une voyelle : c'est le cas du tchèque, comme dans l'énoncé Strč prst skrz krk ([str̩tʃ pr̩st skr̩s kr̩k], ) (qui signifie « enfonce le doigt dans la gorge »), qui ne comporte pas de voyelle écrite dans aucune de ses syllabes (mais des phonèmes voyelles s'y trouvent tout de même).

#### Coda — Syllabe ouverte / fermée
La coda (de l'italien coda « queue », lui-même du latin cauda, même sens) est un élément facultatif de la syllabe, constitué d'une ou de plusieurs consonnes, situé après le noyau syllabique. Sa sonorité, à l'inverse de l'attaque de syllabe, est descendante. Une syllabe qui possède une coda (VC, CVC, CVCC, CVV...)[pas clair] est nommée syllabe fermée. Par exemple « rose » est un mot d'une seule syllabe, sur le schéma CVC (sons : Consonne + Voyelle + Consonne → /ʀoz/) ; cette syllabe est dite fermée parce qu'elle se termine sur un son consonne ou « coda » : /z/ ; alors qu'une syllabe qui se termine sur un son voyelle est dite ouverte comme dans « mais » (/mɛ/), car la lettre consonne “s” ne se prononçant pas, la syllabe se termine sans « coda » sur le son voyelle /ɛ/, avec un schéma CV (sons : Consonne + Voyelle). Par exemple, le mot « dextre » (/dɛkstʁ̥/, monosyllabe fermé) répond au schéma CVCCCC, et « sénestre » (/senɛstʁ̥/, une syllabe ouverte + une syllabe fermée) : CV.CVCCC.

##### Syllabe fermée: prononciation
À noter qu'en français méridional, toutes les syllabes fermées donnent une valeur ouverte (/a/) ou mi-ouverte (/ɛ/, /ɔ/, /œ/) au son-voyelle précédent, alors que ce n'est pas toujours le cas en français de la moitié nord. En effet, même en français standard, pour l'alternative de prononciation entre “o” fermé (/o/) et “o” ouvert (/ɔ/), la « règle générale pour la production du o fermé et du o ouvert [...] [est aussi que] /o/ apparaît dans les syllabes ouvertes et /ɔ/ dans les syllabes fermées. Par exemple : « un os » = /œ̃‿nɔs/, « des os » = /de‿zo/ ». Cette règle se retrouve aussi — quoiqu'avec exceptions dans le Nord — pour la plupart des couples de sons-voyelles qui alternent les réalisations (mi-)fermées / (mi-)ouvertes : [e / ɛ, ø / œ, o / ɔ], ou antérieure / postérieure [a / ɑ]. Ainsi « de manière [encore] générale, /e/ apparaît dans les syllabes ouvertes et /ɛ/ dans les syllabes fermées. Par exemple : “répète” → /ʁe.pɛt/ mais “répétez” → /ʁe.pe.te/. [De plus] dans une syllabe fermée, /e/ ne peut habituellement pas apparaître : Michelle = [mi.ʃɛl] et jamais [mi.ʃel] », de même qu'on dira toujours, à peu près partout en France : /ɛl ʁɛv(ə)/ (soit deux mots à une seule syllabe fermée et avec un noyau vocalique mi-ouvert en /ɛ/) pour « elle rêve ». 
Mais cette règle s'applique moins systématiquement dans le Nord qu'au Sud : il y a de nombreuses exceptions à cette règle dans le Nord, particulièrement pour différencier des paires minimales (c'est-à-dire des « paires de mots qui ne sont distingués (et donc qui s’opposent) que par une seule différence phonétique » ; par exemple les deux monosyllabes à syllabe fermée par le son-consonne /l/ en coda : « veule » (l'adjectif) et le verbe « veulent » sont distingués par leur seul son-voyelle mi-fermé / mi-ouvert → /vøl/, et /vɶl/ pour « ils veulent ». Et de nombreuses paires minimales comme celles-ci impliquent ainsi des mots à syllabes fermées avec des sons-voyelles fermés contrairement à la règle générale. 
En revanche la règle « syllabe fermée = son-voyelle ouvert » s'applique toujours dans le Sud, sans exception : pour l'exemple ci-dessus « veule » et « veulent » sont homophones dans le Midi avec le noyau vocalique toujours ouvert → /vɶlə/. Et c'est pourquoi « rose » se prononce /ʀɔzə/ dans le Sud (mais /ʀoz/ dans le Nord, par exception à cette règle), et « paume » (/pom/ en français septentrional) ne se différencie pas dans le midi de « pomme » (/pɔm/ en français septentrional), où les deux mots se prononcent /pɔmə/ ne se distinguant l'un de l'autre qu'en fonction du contexte. 
De même les mots « patte » (du chat) et  « pâte » (à pain) se prononcent en français standard respectivement /pat/ (“a” ouvert) et /pɑt/ (“ɑ” antérieur moins ouvert, marqué par l'accent circonflexe). Or ce mot comporte une seule syllabe fermée (par une coda) : donc dans le midi la règle « syllabe fermée = son-voyelle ouvert » s'applique, et ces deux mots sont prononcés indifféremment avec le son-voyelle ouvert (et avec le “e” final qui n'y est jamais muet), soit : /patə/, et ils deviennent des homophones méridionaux ; là encore, seul le contexte permet de trancher. 
Autres exemples du même phénomène : « jeune » et « jeûne » à une syllabe fermée sont distincts dans le Nord (/ʒœn/ et /ʒøn/) mais sont homophones dans le Sud, indifféremment : /ʒœnə/. Comme « cotte » (/kɔt/) et « côte » (/kot/) qui sont tous deux pareillement avec un son-voyelle central mi-ouvert dans le Sud : /kɔtə/. 
Ainsi les mots à une syllabe fermée avec le son /z/ en coda comme « case », « Creuse », « dose » ou « gaz » sont prononcés en français standard comme s'ils comportaient un accent circonflexe à l'instar de « pâte », et leurs sons-voyelles sont fermés ou mi-fermés (postérieurs) et se prononcent respectivement : /kʁøz/ (parfois même /kχøz/, avec le “r” dévoisé ou sourd), /kɑz/, /doz/ et /gɑz/. En français du Sud, la syllabe fermée se prononçant toujours en sons-voyelles ouverts, les mêmes mots se diront (avec le “e” final non muet) : /kʁœzə/, /kazə/, /dɔzə/, et /gaz/ (voire parfois : /gas/).

##### Syllabe ouverte: prononciation
Toujours en français méridional, la situation inverse se rencontre aussi : une syllabe dite ouverte (se terminant sans coda sur un son-voyelle) donnera une valeur mi-fermée au son-voyelle (/e/ /ø/ /o/) au lieu des valeurs mi-ouvertes (/ɛ/ /œ/ /ɔ/) qu'ils ont généralement en français standard. Ainsi les mots « mais » et « maison », à syllabes ouvertes, se prononcent /mɛ/ et /mɛ.zɔ̃/ en français standard avec le son-voyelle mi-ouvert /ɛ/ ; ils se disent /me/ et /me.zɔŋ/ en français méridional, avec le son-voyelle mi-fermé /e/, le son /ɔ̃/ y étant presque dénasalisé en /ɔŋ/. De même « c'était », « lait » et « poulet » (/setɛ/, /lɛ/ et /pulɛ/ dans le Nord) deviennent /sete/, /le/ et /pule/ dans le Sud. 
Et on constate aujourd'hui que l'alternative [e/ɛ] en syllabe accentuée ouverte a tendance à la fermeture de la voyelle même au-delà du Sud, tendance qui se généraliserait. Ainsi, alors que selon le français standard les finales suivantes en syllabe ouverte devraient être prononcées /ɛ/, les statistiques linguistiques permettent de constater qu'elles sont de plus en plus souvent produites en /e/ mi-fermé, ce qui indique que la règle « syllabe ouverte = son fermé » devient de plus en plus prégnante : par exemple le mot « ticket », théoriquement /tikɛ/, se réalise de plus en plus souvent au-delà du Sud /tike/. C'est donc le cas des « graphies en -ET : un billet, un ticket... ; -AIS : jamais, tu savais… ; -AIT : du lait, l'imparfait, il savait… ; -AIENT : ils savaient… ; -AIE : la craie, que j’aie… ; -AID : laid ; -AIX : la paix ». Plus surprenant, même les graphies en -È ou -Ê, traditionnellement toujours en /ɛ/ ouvert, se prononcent dans certains mots de plus en plus fréquemment en /e/ fermé : par exemple « dès que, du grès, dans la forêt » se prononcent désormais plutôt /de kə/, /dy gʀe/, /dɑ̃ la fɔʀe/ (voire /foʀe/ en fermant les sons des deux syllabes ouvertes).  
Mais pourtant, même en français du Midi, hormis le cas de la paire [e/ɛ], cette règle générale « syllabe ouverte = son-voyelle fermé » s'applique un peu moins systématiquement que la règle inverse précédente « syllabe fermée = son-voyelle ouvert ». Par exemple, dans le mot « chocolat » à trois syllabes ouvertes, les sons-voyelles sont tous ouverts ou mi-ouverts en français standard : /ʃɔkɔla/, prononciation notée ainsi dans la majorité des dictionnaires, selon le recensement effectué par le CNRTL ; or ce mot se prononce /ʃokola/ dans le Sud où le /ɔ/ mi-ouvert se “referme” en /o/, mais dans la troisième syllabe ouverte le /a/ y reste pleinement un son-voyelle ouvert et antérieur contrairement à la deuxième règle susdite. À noter que la réalisation méridionale du mot (/ʃo.ko.la/) a tendance à se généraliser à tout le territoire, nonobstant la prononciation standard (/ʃɔ.kɔ.la/) habituelle dans le passé. Enfin, le CNRTL note aussi que le dictionnaire « Barbeau-Rodhe 1930 note [o] fermé quand on prononce [ɑ] postérieur à la finale » ; c'est-à-dire que le mot se prononce donc parfois aussi : /ʃo.ko.lɑ/ et que la fermeture du son /o/ entraînerait un son-voyelle moins ouvert dans la syllabe ouverte finale avec un /ɑ/ postérieur, au lieu du son /a/ antérieur et grand ouvert.

## Contraintes structurelles de la syllabe
La segmentation en syllabes d'un énoncé ne peut être correcte que si l'on connaît les contraintes de formation syllabique de la langue à analyser. Leur étude constitue la phonotactique.

### Contraintes de quantité
Établir la liste des contraintes syllabiques d'une langue revient à indiquer le nombre et l'identité des phonèmes par rapport aux éléments de la syllabe. Ainsi, en français, l'attaque peut être nulle et la coda absente ; y [i] (pronom adverbial) vaut : 
- attaque : vide ;
- noyau : [i] ;
- coda : inexistante.

Ce n'est pas le cas en arabe, où l'attaque est obligatoirement présente : cela revient à dire que toute syllabe doit commencer par une consonne ; اللّٰه ʾAllāh [ʔallaːh] s'analyse : 
- syllabe 1 ʾal : 
  - attaque : [ʔ],
  - noyau : [a],
  - coda : [l],
- syllabe 2 lāh : 
  - attaque : [l],
  - noyau : [aː],
  - coda : [h].

En japonais, la coda doit être une nasale ou bien nulle (si l'on fait abstraction d'une prononciation plus rapide dans laquelle certaines voyelles atones, en l'occurrence u et i, peuvent s'amuïr) : le mot です [de.su], « c'est », est possible, mais non *desut. D'ailleurs, です est un exemple où existe l'amuïssement du u, donnant des’.
Il est donc possible d'indiquer la structure quantitative des syllabes, c'est-à-dire le nombre maximal de phonèmes à l'attaque et à la coda : en français, la syllabe théorique la plus lourde est de la forme CCCVCCCC (CCCV... dans strict, ...VCCCC dans dextre ; aucun mot, cependant, ne forme une syllabe CCCVCCCC). En polonais, la syllabe la plus lourde peut être encore plus importante : CCCCCVCCCCC (CCCCCV... dans źdźbło [ʑḏʑbwɔ] « lame », ...VCCCCC dans la deuxième syllabe de przestępstw [pʃɛstɛmpstʍ] « transgression » (génitif pluriel)). En japonais, cependant, la syllabe la plus lourde ne peut dépasser CCVN (où N est une nasale). Le tahitien est encore plus limité, puisque toutes les syllabes doivent être ouvertes ; la syllabe lourde y vaut CV.
Il faut aussi considérer la place de la syllabe par rapport au mot : en turc, par exemple, CCV... est impossible en début de mot ; aucune syllabe initiale ne peut donc commencer par deux consonnes, ce qui explique les nombreux cas de prosthèse : station [stasjɔ̃] devient istasyon, pour éviter que la première syllabe ne soit à deux consonnes initiales. Des langues romanes comme le castillan suivent ce principe : spécial s'y dit especial. Le français, dans des états antérieurs, possédait la même contrainte, ce qui explique que le latin stella ait donné étoile.

### Contraintes de qualité
En arabe et en français, chaque phonème de la langue peut intervenir dans n'importe quel élément. Dans d'autres, les phonèmes se répartissent selon la place qu'ils occupent : en mandarin, la coda ne peut être réalisée que comme une nasale [n] ou [ŋ]. Le même phonème [ŋ] ne peut cependant pas occuper la place de l'attaque. Cela revient à dire qu'aucun mot ne peut commencer dans cette langue par un [ŋ] et qu'aucun mot ne peut finir par un [t]. Dans ce cas, le nombre total de syllabes que la langue peut produire est limité et dénombrable.
Les langues à tendance monosyllabique telles que les dialectes chinois mais aussi le birman, le vietnamien et de nombreuses langues de l'Asie du Sud-Est, fonctionnent selon ce principe.

### Études de contraintes syllabiques
- la syllabe castillane ;
- la syllabe en mandarin ;
- la rime syllabique en mandarin.

## Définition acoustique: le sommet de syllabe
Il a été montré par des études en psycholinguistique que la syllabe n'aurait pas le même rôle dans la perception de la parole suivant les langues testées [réf. souhaitée].
Lorsque nous percevons de la parole, il nous faut la segmenter en différentes unités afin de l'analyser et la comprendre: ce processus est nommé la « segmentation de la parole ».
Or, on sait depuis les études de Cutler, Mehler, Norris & Segui (1983, 1986) que si la syllabe est une unité utilisée par les francophones lorsqu'ils écoutent leur langue maternelle (mais également de façon inappropriée lorsqu'ils écoutent une langue étrangère peu maîtrisée comme l'anglais), ce n'est pas le cas pour les anglophones pour qui la syllabe ne formerait pas une unité des plus pertinentes pour la procédure de segmentation de la parole.
En phonétique acoustique, on analyse les sons émis par le gosier avec des appareils donnant des informations techniques (intensité, durée, fréquence, formants, etc.). Tous les phonèmes n'ont pas la même intensité, les phonèmes les moins intenses étant les consonnes sourdes occlusives ([p], [t], [k], [q], [c], etc.), les plus intenses les voyelles ouvertes ([a], [ɑ], [ɶ] et [ɒ]).
H. A. Gleason, dans son Introduction à la linguistique, définit la syllabe comme étant liée à l'activité des muscles intercostaux, ceux qui permettent la respiration en rapprochant puis éloignant les parois de la cavité thoracique. Selon l'intensité naturelle des phonèmes émis, les déplacements sont plus ou moins importants. L'émission de la parole est donc constituée d'une alternance de déplacements plus ou moins importants d'air. Là où, dans le flux, l'intensité connaît un pic, l'on est en présence d'un sommet de syllabe. Il est aussi possible de définir le sommet de syllabe comme un son (dont on peut donner la hauteur) tandis que les autres phonèmes sont des bruits.
Or, les sons susceptibles d'être les plus intenses sont, dans l'ordre croissant (selon le principe de l'échelle de sonorité) :
- les consonnes nasales et latérales : [n], [m], [ŋ], [ɲ], [ɳ], [ɴ], etc. ;
- les consonnes vibrantes : [ʙ], [r], [ʀ], etc. ;
- les voyelles fermées : [i], [y], [ɨ], [ʉ], [ɯ] et [u] ;
- les voyelles mi-fermées : [e], [ø], [ɘ], [ɵ], [ɤ] et [o] ;
- les voyelles mi-ouvertes : [ɛ], [œ], [ɜ], [ɞ], [ʌ] et [ɔ] ;
- les voyelles ouvertes : [a], [ɑ], [ɶ] et [ɒ].

Tous ces sons possèdent un point commun : ils sont continus (on peut en maintenir la production tant qu'il reste du souffle) et ils sont voisés (les cordes vocales vibrent en les produisant). Semblent donc exclus les phonèmes momentanés (comme les occlusives) et les phonèmes sourds.
- strict, et dextre :

[stʁ̥ikt] : une voyelle, [i], donc une syllabe ;
[dɛkstʁ̥] : idem, avec [ɛ] comme sommet.
Les consonnes finales de ces mots sont parmi les plus faibles en sonorité ; elles ne peuvent pas jouer le rôle de sommet.
Si l'on ajoute un e caduc (lors de la lecture de vers, par exemple, devant consonne), on ajoute une voyelle, donc une syllabe :
- [dɛkstʁ̥ǝ] : deux voyelles = deux syllabes [dɛk.stʁ̥ǝ]

Autres exemples (les sommets sont soulignés ; /C/ représente « toute consonne », /V/ « toute voyelle ») : 
- poésie [pɔezi] : trois voyelles = trois syllabes [pɔ.e.zi] = /CV.V.CV/ ;
- néon [neɔ̃] : deux voyelles = deux syllabes [ne.ɔ̃] = /CV.V/ ;
- peuple [pœpl̥] : une voyelle = une syllabe [pœpl̥] = /CVCC/ ;
- strophe [stʁ̥ɔf] : une voyelle = une syllabe [stʁ̥ɔf] = /CCCVC/

Dans d'autres langues, il est possible de placer autre chose qu'une voyelle comme sommet de syllabe ; ce sont alors des consonnes vocalisées, « utilisées comme voyelle », mais la plupart du temps des
sonantes (ici représentées par /S/) : 
- sanskrit vr̥kas [vr̩.kɐs] : deux sommets = deux syllabes = /CS.CVC/ ;
- anglais little [lɪ.tl̩] : deux sommets = deux syllabes = /CV.CS/ ;
- anglais written [ɹɪ.tn‌̩] : idem : /CV.CS/ ;
- anglais day [dei] : une voyelle complexe (ici une diphtongue) = une syllabe = /CVV/ ; dans le cas des diphtongues, un seul des timbres constituants, dit « timbre cible », reçoit le maximum d'intensité et forme le sommet syllabique.

Si toutes les voyelles d'une diphtongue reçoivent la même intensité, ce n'est plus une diphtongue mais une suite de voyelles ; il n'y a pas de diphtongues en français mais bien des suites de voyelles :
- abeille [a.bɛj] : deux voyelles = deux syllabes = /V.CVC/ ;
- abbaye [a.bɛ.i] : trois voyelles = trois syllabes : /V.CV.V/.

Dans de rares langues (certaines langues du Caucase, berbères ou amérindiennes), une syllabe peut ne posséder aucune voyelle et aucune consonne vocalisée et être une seule suite monosyllabique de consonnes sourdes momentanées [réf. souhaitée]. L'une de ces consonnes, cependant, reçoit un pic d'intensité qui permet de repérer le sommet. La plupart du temps, une voyelle épenthétique est insérée pour faciliter la prononciation. En sorte, les syllabes sans phonème continu n'existent presque pas.

### Segmentation sur un critère perceptif
Reste ensuite à déterminer ce qui entre ou non dans la syllabe en question ; en effet, si l'on peut acoustiquement savoir où sont les sommets des syllabes, c'est-à-dire compter le nombre de syllabes d'un énoncé, il faut ensuite répartir les phonèmes situés avant et après : appartiennent-ils à la syllabe en question, à celle d'avant ou celle d'après ? Pour cela, la structure phonologique de la langue que l'on analyse compte : si les sommets sont visibles avec un appareil, il faut se référer au système phonologique de la langue pour savoir ce qui appartient à une syllabe, c'est-à-dire pour répartir convenablement ce qui se trouve de part et d'autre des sommets.
Ainsi, en peul, chien se dit rawaandu ; pour un francophone ne connaissant pas la phonologie du peul, le découpage se fait ainsi : [ra.waːn.du]. Pour un Peul, cependant, c'est [ra.waː.ⁿdu] (notez le [ⁿ]). Dans le système phonologique du peul, en effet, il existe des consonnes dites « prénasalisées », c'est-à-dire qu'elles commencent comme des nasales mais finissent comme des consonnes (de la même manière, en mandarin, l'initiale de 幾 jǐ [tɕi] n'est qu'une seule consonne, dite affriquée, qui commence comme une occlusive et finit comme une fricative et non une suite de deux consonnes).
Il existe donc en peul une consonne [n], une consonne [ⁿd] et des rencontres de consonnes [n]+[d], qui ne sont pas entendues de la même manière par un natif : [ⁿd] dure moins longtemps que [n]+[d]. L'explication en est simple : [n]+[d] forment deux consonnes de durée normale, [ⁿd] une seule, de durée normale. Dans un terme qui serait de forme [a.ⁿda], on trouve une consonne, dans [an.da] deux. Le mot est plus long quand il est prononcé [an.da] que lorsque c'est [a.ⁿda] ; un francophone ne fera sans doute pas la différence, un Peul si.
En conclusion, seule la connaissance des phonèmes d'une langue ainsi que celle des contraintes de construction de ces phonèmes en syllabes permettent de savoir comment couper les mots.

## Typologies de la syllabe
La syllabe, en tant que structure inhérente aux flux de la parole, se retrouve dans toutes les langues du monde et est réglée par un certain nombre de principes universels ; l'universalité de la syllabe n'étant contredite que de façon très marginale par le groupe typologique discuté des langues asyllabiques (kwak'wala, nuxalk, ...). La notion de syllabe en tant que telle est toutefois difficile à cerner, pour une bonne raison : elle varie selon la langue à analyser. Plusieurs approches sont possibles pour tenter de la définir. On peut, pour l'instant, se contenter de dire qu'un locuteur lambda est capable de découper un mot en syllabes dans sa langue, sans forcément savoir comment il procède. Une syllabe est composée d’un ou de plusieurs phonèmes et un mot est formé d’une ou plusieurs syllabes (mot alors appelé monosyllabique ou polysyllabique).

## Découpage syllabique
Le découpage syllabique (ou syllabation) est la séparation d'un groupe accentuel oral (ou d'un mot écrit) en une ou plusieurs syllabes qui le composent. La plupart des langues peuvent être découpées en syllabes tant à l'oral qu'à l'écrit, mais la syllabe écrite doit toujours être bien différenciée de la syllabe orale. Ainsi, en français, la règle de base de la syllabation écrite est que toute voyelle (y compris les e muets) est considérée comme un noyau syllabique.

### Découpe en syllabes à l'écrit
Les mots qui suivent, bien que constitués de deux syllabes écrites, se prononcent en une seule syllabe orale :
huî/tre — as/tre — sui/te — trui/te — spec/tre — stro/phe
Il y a là contradiction entre la forme orale et la forme écrite d’un même mot. Cette situation est habituelle et régulière en français pour les mots se terminant selon la forme consonne(s) +  e caduc (à savoir un e qui peut se prononcer ou non) :
lu/ne — ba/lle — mon/tre
Cette situation apparaît aussi parfois quand la forme (consonne +  e caduc) est en début ou en corps de mot :
ve/nez — re/mon/ter — len/te/ment — bi/be/ron
Ce phénomène, dû à l’évolution de la langue parlée, conduit à prendre en considération au niveau de l’enseignement de la lecture et de l’orthographe ce double aspect phonie/graphie ; il entraîne la nécessité de bien faire distinguer entre la segmentation syllabique écrite et la segmentation syllabique orale.

### Découpe en syllabes à l'oral
La syllabation orale ne suit pas les mêmes principes que la syllabation écrite. Premièrement, elle ne repose pas sur le critère visuel du nombre de voyelles, mais nécessite une connaissance de l'accentuation et de la nature des sons du segment analysé. En outre, en français, la syllabation d'un mot seul se révèle peu pertinente, en ceci que l'accent en français n'est pas un accent lexical (touchant au mot) mais un accent de groupe. Par ce fait, de nombreux mots forment des syllabes avec les mots voisins, principalement via le phénomène de liaison.
La découpe d'un segment oral en syllabe se déroule comme suit, en partant toujours de la transcription phonétique :
1. 1re étape : identification des noyaux syllabiques, par repérage des pics de sonorité
2. 2e étape : maximisation des attaques : une consonne se situant à la frontière de deux syllabes n'appartient à la syllabe précédente que dans le cas où sa sonorité est supérieure à celle de la syllabe qui suit (dans le cas contraire, elle en violerait la courbe de sonorité). Dans tous les autres cas, c'est l'attaque de la syllabe suivante qui l'emporte sur la coda de la syllabe précédente.
3. Étape finale : ajout des codas : les consonnes restantes sont enfin ajoutées à la coda de la syllabe précédente, en respectant une sonorité décroissante, et dans le respect des contraintes phonétiques de la syllabe en question.

Notation : les frontières de syllabes pertinentes se notent par un point (.)
Ainsi, l'énoncé La petite fille dort se découpe en syllabes de la manière suivante : [la.pə.ti.tfij.dɔʁ]

### Coupures syllabiques particulières

#### Cas des consonnes extrasyllabiques
Le principe de sonorité est rarement violé au sein de la syllabe. La plupart des violations de ce principe sont le fait d'un regroupement de constrictives tantôt fricatives, tantôt occlusives, dotées du même degré de sonorité. Des violations plus importantes au principe de sonorité se produisent lorsqu'une consonne a une sonorité plus grande que la consonne plus proche du noyau qui lui est contiguë. C'est le cas de la consonne [ʁ] dans la syllabe [aʁbʁ] (voir schéma plus haut).
Pour de nombreux phonéticiens, le principe de sonorité ne peut rencontrer d'exceptions. Certains chercheurs ont dès lors développé le concept de consonnes extrasyllabiques, lorsqu'elles font partie du même morphème que la syllabe précédente ; elles sont considérées comme des isolats phonétiques, à l'extérieur de toute syllabe, mais toutefois présentes dans la représentation mentale du locuteur .

#### Cas des consonnes ambisyllabiques
Les consonnes ambisyllabiques (du lat. ambo « les deux ») sont des consonnes courtes (à la différence des consonnes géminées) situées entre deux voyelles (ex. : aider [ede] ~ [ɛde]). La consonne joue un rôle déterminant de séparateur articulatoire entre les deux voyelles qui, sans elle, pourraient se rencontrer et former une diphtongue ou une voyelle longue.
Dans ce cas précis, on considère que la consonne, en plus de former l'attaque de la seconde syllabe, est également comprise dans la coda de la première.

#### Cas des voyelles contiguës (synérèse et diérèse)
Voir aussi pour les mêmes notions, en poésie : synérèse et diérèse
La rencontre de deux voyelles pose un problème dans la découpe en syllabes d'un segment oral. Deux voyelles placées ensemble forment en effet un double pic de sonorité, qui ne peut être séparé en deux par un élément de sonorité plus faible, i.e. une consonne.
Lors de la rencontre de deux voyelles, trois solutions de syllabation se présentent (dépendant des règles propres à la langue analysée) :
1. L'amuïssement (chute) de l'une des deux voyelles
Si l'une des deux voyelles représente une énergie articulatoire trop faible par rapport à la voyelle qui lui est contiguë. En français, le schwa [ə] (e caduc) est très fréquemment amuï devant une autre voyelle; ainsi, dans Une grande émotion, la syllabation de [ə] et de [e] occasionne un amuïssement du schwa [ə]. L'expression se découpe alors en syllabes comme suit : [grã.de.mo.sjɔ̃].
2. La prononciation en synérèse
Les deux voyelles sont considérées comme faisant partie d'une seule et même syllabe. Pour produire ce résultat, une des deux voyelles est reléguée au rang de semi-voyelle, et est ainsi légèrement moins sonore que la syllabe précédente. L'union d'une voyelle et d'une semi-voyelle forme ce que l'on nomme en phonétique une diphtongue. En français, les diphtongues sont toujours descendantes, ce qui signifie que c'est toujours la première voyelle de la paire qui devient une semi-voyelle.
En français, trois phonèmes vocaliques sont susceptibles de devenir semi-vocaliques :
| Voyelle | Semi-voyelle correspondante |
| ------- | --------------------------- |
| [i]     | [j]                         |
| [u]     | [w]                         |
| [y]     | [ɥ]                         |

3. La prononciation en diérèse
Les deux voyelles font partie de deux syllabes distinctes. Dans ce cas, trois stratégies se présentent :
- La deuxième voyelle conserve une attaque nulle et est donc prononcée en hiatus. Chaos est ainsi syllabé [ka.ɔ]. Cette stratégie, du fait qu'elle rend malaisé le geste articulatoire, est souvent proscrite dans le cadre de la diction.
- Prothèse (ajout en attaque de syllabe) d'une semi-consonne correspondant à la première voyelle, à l'attaque de la seconde voyelle. Cette pratique est courante, notamment en français de Belgique : lion est alors syllabé [li.jɔ̃]
- Prothèse d'un coup de glotte [ʔ] à la seconde voyelle, dans les cas où la première voyelle n'a pas de semi-voyelle correspondante : chaos est alors syllabé [ka.ʔɔ].